# Oh L'Amour
"Oh L'Amour" é uma música lançada pelo duo britânico Erasure, sendo o terceiro single. É uma canção composta por Vince Clarke e Andy Bell.

## Lista de faixas

### 7" single (MUTE51)
1. "Sometimes"
2. "Sexuality" (Single Mix)

### 12" single (12MUTE51)
1. "Sometimes" (12" Mix)
2. "Sexuality" (12" Mix)
3. "Say What" (Remix)

### Limited 12" single (L12MUTE 51)
1. "Sometimes" (Shiver Mix)
2. "Sexuality" (Private Mix)
3. "Senseless" (Remix)

### 12" single (Sire 20614-0)
1. "Sometimes" (Extended Mix) 5:22
2. "Sometimes" (Shiver Mix) 7:30
3. "It Doesn't Have To Be" (The Boop Oopa Doo Mix) 7:12
4. "Sexuality" (Private Mix) 6:04

### Cassette single (CMUTE51)
1. "Sometimes"
2. "Sexuality" (Single Mix)
3. "Who Needs Love Like That"
4. "Heavenly Action"
5. "Oh L'amour"

### CD single (CDMUTE51)
1. "Sometimes"
2. "Sexuality" (Single Mix)
3. "Sometimes" (12" Mix)
4. "Sexuality" (12" Mix)
5. "Say What" (Remix)

## Posição nas paradas musicais
| Parada (1986-1987)                                      | Melhor posição |
| ------------------------------------------------------- | -------------- |
| Austrália (Kent Music Report)                           | 13             |
| França (SNEP)                                           | 14             |
| Alemanha (GfK Entertainment Charts)                     | 16             |
| Irlanda (IRMA)                                          | 17             |
| Nova Zelândia (Recorded Music NZ)                       | 25             |
| Singapore Singles Chart                                 | 3              |
| South African Singles Chart                             | 2              |
| Suécia (Sverigetopplistan)                              | 15             |
| Reino Unido (UK Singles Chart)                          | 85             |
| U.S. Billboard Dance/Club Play Singles Chart            | 3              |
| U.S. Billboard Hot Dance Music/Maxi-Singles Sales Chart | 9              |

| Parada (1986)                 | Posição |
| ----------------------------- | ------- |
| Austrália (Kent Music Report) | 75      |

### Remix de 2003
| Parada (2003)                                | Melhor posição |
| -------------------------------------------- | -------------- |
| Danish Singles Chart                         | 7              |
| UK Singles Chart                             | 13             |
| U.S. Billboard Hot Dance Singles Sales Chart | 10             |